# Радость жизни
«Радость жизни» (фр. Le bonheur de vivre) — картина Анри Матисса. Наряду с «Авиньонскими девицами» Пикассо, считается одним из столпов раннего модернизма. Монументальное полотно было впервые выставлено в Салоне Независимых 1906 года, где его кадмиевые цвета и пространственные искажения вызвали общественный протест и возмущение.

## Описание
На картине обнажённые женщины и мужчины резвятся, играют музыку и танцуют на фоне пейзажа, насыщенного яркими красками. В центре на заднем плане присутствует группа фигур, подобная изображённой на известной картине Матисса «Танец» (1909—1910).

## Вдохновение
Историки искусства Джеймс Куно и Томас Путтфаркен предположили, что вдохновением для работы послужила гравюра Агостино Карраччи «Взаимная любовь» или «Любовь в золотом веке» по мотивам одноименной картины фламандского художника XVI века Паоло Фьямминго. Основываясь на множестве сходств с гравюрой, в частности на ее тему пасторальной фантазии и ее композицию с кругом танцоров на заднем плане, Куно пришел к выводу, что гравюра Карраччи оказала решающее влияние на окончательную композицию картины.
Хотя Матисс обращается к традиции пасторального пейзажа, его цвета, формы и фигуры отказываются от ясных или простых значений или ассоциаций.

## Критика
Когда картина была выставлена в Салоне Независимых в 1906 году, она подверглась широкой критике за неоднозначную тему и отсутствие стилистической последовательности.
Французский художник-пуантилист Поль Синьяк, купивший некоторые из ранних работ Матисса, писал: «Матисс, чьи работы мне до сих пор нравились, кажется, пошел не в ту сторону. На холсте в два с половиной метра он обвел несколько странных персонажей линией толщиной с большой палец».
Однако другие художники нашли работу вдохновляющей. «Пабло Пикассо, стремясь превзойти Матисса, немедленно начал работу над своей эпохальной работой «Авиньонские девицы».
Искусствовед Хилтон Крамер писал, что картина является «наименее известным из современных шедевров», поскольку долгое время хранилось в Фонде Барнса, который на протяжении многих лет не разрешал цветные репродукции.